# Хабалов, Алан Русланович
Алан Русланович Хабалов (27 мая 1995 года, Владикавказ, Россия) — российский футболист, полузащитник новороссийского «Черноморца».

## Карьера
Воспитанник осетинского футбола. Начинал свою карьеру в местной команде «Алания». В 2013 году выступал за «Аланию-Д» в Первенстве ПФЛ. В 2014 году перешёл в тверскую «Волгу». В 2015 году выступал за португальские клубы «Фаренсе» и «Тирсенсе». Также футболистом интересовались итальянские «Лацио» и «Болонья». Через год вернулся в Россию и перешёл в «Химки». Спустя полгода подписал контракт с «Днепром». За смоленскую команду в Первенстве ПФЛ провёл 62 матча, забил 4 года. Кроме того, в матче 1/128 финала Кубка России 2018/19 Алан Хабалов отметился хет-триком в ворота команды «Красный-СГАФКСТ». С 2019 года — снова футболист «Алании». В составе владикавказской команды стал полуфиналистом Кубка России 2021/22.
В июле 2024 года покинул «Аланию» и перешёл в новороссийский «Черноморец».